# Mistrzostwa Świata w Piłce Nożnej 2018 (eliminacje strefy OFC)

## Drużyny
| Drużyna            | Liczba występów w MŚ | Najlepszy wynik w MŚ      |
| Fidżi              | 0                    | –                         |
| Nowa Kaledonia     | 0                    | –                         |
| Nowa Zelandia      | 2 (1982, 2010)       | Faza grupowa (1982, 2010) |
| Papua-Nowa Gwinea  | 0                    | –                         |
| Samoa              | 0                    | –                         |
| Samoa Amerykańskie | 0                    | –                         |
| Tahiti             | 0                    | –                         |
| Tonga              | 0                    | –                         |
| Wyspy Cooka        | 0                    | –                         |
| Wyspy Salomona     | 0                    | –                         |
| Vanuatu            | 0                    | –                         |

## Rozstawienie
Drużyny zostały rozstawione według rankingu FIFA z lipca 2015 (nie zostały rozstawione drużyny biorące udział w pierwszej rundzie, zespół, który awansuje, został najniżej rozstawiony).
| Uczestnicy drugiej rundy (PNG nie była sklasyfikowana w rankingu FIFA w lipcu)                          | Uczestnicy pierwszej rundy                             |
| --- | ------------------------------------------------------ |
| 1. Nowa Zelandia 2. Fidżi 3. Nowa Kaledonia 4. Vanuatu 5. Wyspy Salomona 6. Tahiti 7. Papua-Nowa Gwinea | 1. Samoa 2. Tonga 3. Wyspy Cooka 4. Samoa Amerykańskie |

## Terminarz
| Runda          | Nr kolejki | Termin                  |
| -------------- | ---------- | ----------------------- |
| Pierwsza runda | 1.         | 31 sierpnia 2015        |
| Pierwsza runda | 2.         | 2 września 2015         |
| Pierwsza runda | 3.         | 4 września 2015         |
| Druga runda    | 1.         | 28 maja-12 czerwca 2016 |
| Druga runda    | 2.         | 28 maja-12 czerwca 2016 |
| Druga runda    | 3.         | 28 maja-12 czerwca 2016 |

| Runda         | Nr kolejki             | Termin                      |
| ------------- | ---------------------- | --------------------------- |
| Trzecia runda | 1.                     | 7-15 listopada 2016         |
| Trzecia runda | 2.                     | 7-15 listopada 2016         |
| Trzecia runda | 3.                     | 20-28 marca 2017            |
| Trzecia runda | 4.                     | 20-28 marca 2017            |
| Trzecia runda | 5.                     | 5-13 czerwca 2017           |
| Trzecia runda | 6.                     | 5-13 czerwca 2017           |
| Trzecia runda | Pierwszy mecz finałowy | 28 sierpnia-5 września 2017 |
| Trzecia runda | Rewanż                 | 28 sierpnia-5 września 2017 |

## Pierwsza runda
Rozegrany zostanie turniej z udziałem czterech najniżej sklasyfikowanych drużyn w rankingu FIFA. Tylko zwycięzca awansuje do rundy drugiej, która zostanie rozegrana podczas Pucharu Narodów Oceanii 2016.
| Lp. | Drużyna            | M | Mecze | Mecze | Mecze | Bramki | Bramki | Bramki | Pkt |
| Lp. | Drużyna            | M | W     | R     | P     | +      | −      | +/−    | Pkt |
| --- | ------------------ | - | ----- | ----- | ----- | ------ | ------ | ------ | --- |
| 1.  | Samoa              | 3 | 2     | 0     | 1     | 6      | 3      | +3     | 6   |
| 2.  | Wyspy Cooka        | 3 | 2     | 0     | 1     | 6      | 4      | +2     | 6   |
| 3.  | Samoa Amerykańskie | 3 | 2     | 0     | 1     | 4      | 3      | +1     | 6   |
| 4.  | Tonga              | 3 | 0     | 0     | 3     | 1      | 8      | −7     | 0   |

## Druga runda
Osiem zespołów zostanie podzielonych na dwie grupy po cztery zespoły w każdej. Zagrają one mecze każdy z każdym bez meczów rewanżowych (3 mecze każda drużyna). Ostatnia drużyna z każdej grupy odpada, pozostałe trzy awansują do kolejnej rundy.

### Grupa A
| Lp. | Drużyna           | M | Mecze | Mecze | Mecze | Bramki | Bramki | Bramki | Pkt |
| Lp. | Drużyna           | M | W     | R     | P     | +      | −      | +/−    | Pkt |
| --- | ----------------- | - | ----- | ----- | ----- | ------ | ------ | ------ | --- |
| 1.  | Papua-Nowa Gwinea | 3 | 1     | 2     | 0     | 11     | 3      | +8     | 5   |
| 2.  | Nowa Kaledonia    | 3 | 1     | 2     | 0     | 9      | 2      | +7     | 5   |
| 3.  | Tahiti            | 3 | 1     | 2     | 0     | 7      | 3      | +4     | 5   |
| 4.  | Samoa             | 3 | 0     | 0     | 3     | 0      | 19     | −19    | 0   |

### Grupa B
| Lp. | Drużyna        | M | Mecze | Mecze | Mecze | Bramki | Bramki | Bramki | Pkt |
| Lp. | Drużyna        | M | W     | R     | P     | +      | −      | +/−    | Pkt |
| --- | -------------- | - | ----- | ----- | ----- | ------ | ------ | ------ | --- |
| 1.  | Nowa Zelandia  | 3 | 3     | 0     | 0     | 9      | 1      | +8     | 9   |
| 2.  | Wyspy Salomona | 3 | 1     | 0     | 2     | 1      | 2      | −1     | 3   |
| 3.  | Fidżi          | 3 | 1     | 0     | 2     | 4      | 6      | −2     | 3   |
| 4.  | Vanuatu        | 3 | 1     | 0     | 2     | 3      | 8      | −5     | 3   |

## Trzecia runda
Trzecia runda kwalifikacji rozgrywana będzie pomiędzy sześcioma najlepszymi zespołami Pucharu Narodów Oceanii 2016. Zostaną one podzielone na dwie 3 zespołowe grupy. Mecze będą rozgrywane systemem „każdy z każdym” mecz i rewanż. Najlepsze drużyny z każdej grupy zagrają między sobą mecz finałowy o awans do barażu interkontynentalnego.

### Grupa A
| Lp. | Drużyna        | M | Mecze | Mecze | Mecze | Bramki | Bramki | Bramki | Pkt |
| Lp. | Drużyna        | M | W     | R     | P     | +      | −      | +/−    | Pkt |
| --- | -------------- | - | ----- | ----- | ----- | ------ | ------ | ------ | --- |
| 1.  | Nowa Zelandia  | 4 | 3     | 1     | 0     | 6      | 0      | +6     | 10  |
| 2.  | Nowa Kaledonia | 4 | 1     | 2     | 1     | 4      | 5      | −1     | 5   |
| 3.  | Fidżi          | 4 | 0     | 1     | 3     | 3      | 8      | −5     | 1   |

| 12 listopada 2016 03:00 CET | Nowa Zelandia · Rojas 42', 72' | 2:0(1:0)Raport | Nowa Kaledonia | North Harbour Stadium, Auckland Widzów: 8172 Sędzia: Norbert Hauata |
|                             |                                |                |                |                                                                     |

| 15 listopada 2016 07:00 CET | Nowa Kaledonia | 0:0(0:0)Raport | Nowa Zelandia | Stade Yoshida, Koné Widzów: 2000 Sędzia: George Time |
|                             |                |                |               |                                                      |

| 25 marca 2017 02:00 CET | Fidżi | 0:2(0:0)Raport | Nowa Zelandia · 48' (k) Wood · 55' Rojas | Churchill Park, Lautoka Widzów: 7000 Sędzia: Norbert Hauata |
|                         |       |                |                                          |                                                             |

| 28 marca 2017 08:35 CEST | Nowa Zelandia · Thomas 27', 68' | 2:0(1:0)Raport | Fidżi | Westpac Stadium, Wellington Widzów: 10 133 Sędzia: Kader Zitouni |
|                          |                                 |                |       |                                                                  |

| 7 czerwca 2017 06:00 CEST | Fidżi · Waqa 45+2' · Krishna 54' | 2:2(1:2)Raport | Nowa Kaledonia · 13', 24' Wamowe | Churchill Park, Lautoka Widzów: 1500 Sędzia: Kader Zitouni |
|                           |                                  |                |                                  |                                                            |

| 11 czerwca 2017 08:00 CEST | Nowa Kaledonia · Ounei 44' (k) · Sele 73' | 2:1(1:0)Raport | Fidżi · 66' Saukuru | Stade Numa-Daly Magenta, Numea Widzów: 1050 Sędzia: Norbert Hauata |
|                            |                                           |                |                     |                                                                    |

### Grupa B
| Lp. | Drużyna           | M | Mecze | Mecze | Mecze | Bramki | Bramki | Bramki | Pkt |
| Lp. | Drużyna           | M | W     | R     | P     | +      | −      | +/−    | Pkt |
| --- | ----------------- | - | ----- | ----- | ----- | ------ | ------ | ------ | --- |
| 1.  | Wyspy Salomona    | 4 | 3     | 0     | 1     | 6      | 6      | 0      | 9   |
| 2.  | Tahiti            | 4 | 2     | 0     | 2     | 7      | 4      | +3     | 6   |
| 3.  | Papua-Nowa Gwinea | 4 | 1     | 0     | 3     | 6      | 9      | −3     | 3   |

| 8 listopada 2016 06:00 CET | Tahiti · Keck 53' | 3:0 (walkower)Raport | Wyspy Salomona | Stade Pater, Pirae Widzów: 2200 Sędzia: Médéric Lacour |
|                            |                   |                      |                |                                                        |

| 13 listopada 2016 05:00 CET | Wyspy Salomona · Poila 90+3' | 1:0(0:0)Raport | Tahiti | Lawson Tama Stadium, Honiara Widzów: 5000 Sędzia: Matthew Conger |
|                             |                              |                |        |                                                                  |

| 23 marca 2017 07:00 CET | Papua-Nowa Gwinea · Dabinyaba 45+1' | 1:3(1:0)Raport | Tahiti · 59', 85' Graglia · 90+4' T. Tehau | Sir John Guise Stadium, Port Moresby Widzów: 4209 Sędzia: Salesh Chand |
|                         |                                     |                |                                            |                                                                        |

| 29 marca 2017 07:00 CEST | Tahiti · Keck 90+3' | 1:2(0:0)Raport | Papua-Nowa Gwinea · 62' Aisa · 74' Gunemba | Stade Pater, Pirae Widzów: 5000 Sędzia: Matthew Conger |
|                          |                     |                |                                            |                                                        |

| 9 czerwca 2017 06:00 CEST | Wyspy Salomona · Kaua 12' · Totori 35' · Lea‘alafa 74' | 3:2(2:0)Raport | Papua-Nowa Gwinea · 48' Foster · 60' Aisa | Lawson Tama Stadium, Honiara Widzów: 14 700 Sędzia: Jarred Gillett |
|                           |                                                        |                |                                           |                                                                    |

| 13 czerwca 2017 09:00 CEST | Papua-Nowa Gwinea · Gunemba 18' | 1:2(1:2)Raport | Wyspy Salomona · 33' (k) Fa‘arodo · 45+2' Donga | PNG National Football Stadium, Port Moresby Widzów: 2035 Sędzia: Jumpei Iida |
|                            |                                 |                |                                                 |                                                                              |

### Mecz finałowy
| 1 września 2017 09:35 CEST | Nowa Zelandia · Wood 17', 35', 90+2' · Barbarouses 39' · Thomas 55' · McGlinchey 80' | 6:1(3:0) | Wyspy Salomona · 52' (k) Fa‘arodo | North Harbour Stadium, Auckland Widzów: 10 230 Sędzia: Norbert Hauata |
|                            |                                                                                      |          |                                   |                                                                       |

| 5 września 2017 05:00 CEST | Wyspy Salomona · Lea‘alafa 28' (k) · Fa‘arodo 77' (k) | 2:2(1:2)Raport | Nowa Zelandia · Bevan 14' · Klifa 21' (sam.) | Lawson Tama Stadium, Honiara Widzów: 10 200 Sędzia: Abdulrahman Al Jassim |
|                            |                                                       |                |                                              |                                                                           |

- Nowa Zelandia wygrała w dwumeczu 8-3 i awansowała do baraży interkontynentalnych.

## Strzelcy
106 bramek w 35 meczach.
8 goli
- Chris Wood

7 goli
- Raymond Gunemba

5 goli
- Teaonui Tehau

4 gole
- Roy Krishna
- Nigel Dabinyaba
- Michael Foster
- Taylor Saghabi

3 gole
- Marco Rojas
- Ryan Thomas
- Henry Fa‘arodo

2 gole
- Roy Kayara
- Mone Wamowe
- Kosta Barbarouses
- Rory Fallon
- Michael McGlinchey
- Patrick Aisa
- Johnny Hall
- Andrew Mobberly
- Demetrius Beauchamp
- Justin Manao
- Sylvain Graglia
- Tauhiti Keck
- Alvin Tehau
- Jerry Donga
- Micah Lea‘alafa

1 gol
- Samuela Kautoga
- Epeli Saukuru
- Saula Waqa
- Joerisse Cexome
- Jefferson Dahite
- Bertrand Kaï
- Kevin Nemia
- Emile Ounei
- Jean-Philippe Saïko
- Richard Sele
- Jean-Brice Wadriako
- César Zeoula
- Luke Adams
- Myer Bevan
- Themistoklis Tzimopoulos
- Tommy Semmy
- Koriak Upaiga
- Desmond Fa'aiuaso
- Faitalia Hamilton-Pama
- Ryan Aloali'i Mitchell
- Ramin Ott
- Steevy Chong Hue
- Sione Uhatahi
- Dominique Fred
- Brian Kaltack
- Fenedy Masauvakalo
- Atkin Kaua
- Judd Molea
- Emmanuel Poila
- Benjamin Totori

Gole samobójcze
- Nelson Klifa (dla  Nowej Zelandii)